# Psychonoctua personalis
Psychonoctua personalis is een vlinder uit de familie van de Houtboorders (Cossidae). De wetenschappelijke naam van de soort is voor het eerst gepubliceerd in 1865 door Augustus Radcliffe Grote.

## Verspreiding
De soort komt voor in de Bahama's, Cuba, Puerto Rico, Antigua en Barbados.

## Ondersoorten
- Psychonoctua personalis personalis Grote, 1865
- Psychonoctua personalis benestriata (Hampson, 1904) (Bahama's)
  - = Duomitus benestriata Hampson, 1904
  - = Xyleutes benestriata Hampson, 1904
- Psychonoctua personalis lillianae Lindsey, 1926 (Antiqua, Barbados)
  - = Psychonoctua lillianae Lindsey, 1926
  - = Xyleutes lillianae Lindsey, 1926
- Psychonoctua personalis muricolora (Dyar & Schaus, 1937) (Puerto Rico)
  - = Xyleutes muricolora Dyar & Schaus, 1937
  - = Psychonoctua muricolora (Dyar & Schaus, 1937)